# Leprechaun: Origins
Série
Leprechaun 6 : Le Retour
(2003) Leprechaun Returns
(2018)
Pour plus de détails, voir Fiche technique et Distribution.
Leprechaun: Origins est un film d'horreur américain réalisé par Zach Lipovsky, sorti en 2014 directement en vidéo.
C'est un reboot du Leprechaun de Mark Jones, sorti en 1993.

## Synopsis
En randonnée à travers la campagne irlandaise luxuriante, deux jeunes couples sans méfiance découvrent le secret de refroidissement d'une ville. Ben (Dunbar), Sophie (Bennet), David (Brendan Fletcher) et Jeni (Roxburgh) découvrent rapidement que la terre idyllique n'est pas ce qu'elle semble être, lorsque les habitants de la ville offrent aux randonneurs une vieille cabine au bord de la forêt. Bientôt, ils vont trouver que l'une des légendes les plus célèbres de l'Irlande est une réalité des plus terrifiantes.

## Fiche technique
- Titre original : Leprechaun: Origins
- Réalisation : Zach Lipovsky
- Scénario : Matt Venne, Harris Wilkinson
- Photographie : Mahlon Todd Williams
- Musique : Jeff Tymoschuk
- Effets visuels : Matt Drake
- Costumes : Aieisha Li
- Production : Michael Luisi, Chris Foss
- Casting : Tiffany Mak
- Pays d'origine :  États-Unis
- Format : couleurs
- Genre : Comédie horrifique et fantastique
- Durée : 98 minutes
- Dates de sortie : 
  - États-Unis : 26 août 2014 (en VOD) ; 30 septembre 2014 (en DVD et Blu-Ray)
  - France : 18 mars 2017 (en VOD, VOSTFR)
- interdit aux moins de 12 ans

## Distribution
- Dylan Postl : le Leprechaun
- Stephanie Bennett : Sophie Roberts
- Teach Grant : Sean McConville
- Andrew Dunbar : Ben Wheeler
- Bruce Blain : Ian Joyce
- Adam Boys : François
- Melissa Roxburgh : Jeni
- Brendan Fletcher : David
- Garry Chalk : Hamish McConville
- Mary Black : Mary

## Autour du film
- Pour ce reboot l'acteur Warwick Davis a été remplacé par le nain catcheur Dylan Postl.
- Le personnage du Leprechaun est complètement différent du petit lutin à l'humour noir de la saga originale. Dans ce film, le Leprechaun est un grand monstre sans vêtements qui ne parle pas, plus proche de l'animal que du lutin espiègle  et sardonique.